# Cristiano Biraghi
Pour les articles homonymes, voir Biraghi.
Cristiano Biraghi, né le 1er septembre 1992 à Cernusco sul Naviglio, est un footballeur international italien qui évolue au poste d'arrière gauche au Torino FC.

## Biographie

### Formation
Cristiano Biraghi commence le football en 1999 à l'Atalanta Bergame avant de rejoindre l'Inter Milan en 2003[réf. nécessaire].

### Carrière en club

#### Inter Milan (2010-2012)
Formé au club intériste, il est prêté une saison aux jeunes de l'AC Pro Sesto, son club affilié.
Le 24 novembre 2010, il fait ses débuts professionnels avec son club formateur, sous les ordres de Rafael Benítez, en ligue des champions face au FC Twente en remplaçant Goran Pandev à la 90e minute de jeu (victoire 1-0). Le 7 décembre 2010, lors de la même compétition, il est pour la première fois titularisé face au Werder Brême et dispute l'intégralité de la rencontre (défaite 3-0). Cette saison il remporte également le tournoi de Viareggio avec les jeunes de l'Inter Milan.
La saison suivante, Cristiano Biraghi est prêté à la Juve Stabia en Serie B. Il y fait ses débuts le 14 août 2011 à l'occasion d'un match de coupe d'Italie en étant titularisé face à l'US Sassuolo (défaite 2-1). Il débute ensuite en championnat lors de la première journée en remplaçant Savio Nsereko à la 62e minute de jeu face à l'Empoli FC (défaite 2-1). La journée suivante, le défenseur y est titularisé pour la première fois face à l'Hellas Vérone et dispute l'intégralité de la rencontre (défaite 1-2). Il dispute toutes compétitions confondues 12 matches lors de cet exercice et son équipe termine 9e du championnat.

#### AS Cittadella (2012-2013)
Cristiano Biraghi est ensuite transféré lors de l'été 2012 à l'AS Cittadella. Il y débute en coupe d'Italie, le 12 août 2012 en étant titularisé face à l'US Carrarese (victoire 2-0). Il dispute son premier match de championnat avec sa nouvelle équipe le 25 août 2012 face à l'AS Bari en tant que titulaire (défaite 2-1). Lors de cet exercice, Cristiano Biraghi prend part à 36 matches toutes compétitions confondues et son club de l'AS Cittadella termine 15e du championnat.

#### Calcio Catana (2013-2014)
En toute fin du mercato estival de 2013, il est prêté un an avec option d'achat au Calcio Catane. Il y dispute son premier match de Serie A en tant que titulaire le 15 septembre 2013 face à l'AS Livourne Calcio (défaite 2-0).

#### Chievo Verone (2014-2015)
Le 6 juillet 2014, il est prêté au Chievo Verone pour 2 saisons.

#### Grenade CF (2015-2016)
Le 27 août 2015, il est prêté à Grenade CF jusqu'à la fin de la saison.

#### Pescara (2016-2017)
Le 11 juillet 2016, il s'engage avec Pescara.

#### ACF Fiorentina (depuis 2017)
Le 15 août 2017, il est prêté à l'ACF Fiorentina avec option d'achat obligatoire.

### En sélection nationale
Cristiano Biraghi dispute son premier match avec l'équipe d'Italie des moins de 19 ans, sous les ordres de Daniele Zoratto, le 22 septembre 2010 en tant que titulaire face à la Serbie (victoire 3-1).
En novembre 2010, il fait ses débuts avec les espoirs italiens, sous les ordres de Ciro Ferrara, en remplaçant Alessandro Crescenzi à la 68e minute de jeu face à la Turquie (victoire 2-1).
Le 15 décembre 2011, il est sélectionné en équipe d'Italie de Serie B par Massimo Piscedda lors d'un match amical face aux moins de 20 ans italiens, il entre en jeu à la mi-temps en remplaçant Nicola Bellomo (défaite 0-1).
Cristiano Biraghi est convoqué par Devis Mangia afin de participer à l'Euro espoirs 2013. L'Italie y atteint la finale, à titre personnel il y dispute les deux premiers matches des Azzurini, face à l'Angleterre (victoire 0-1) et Israël (victoire 4-0).
Il est convoqué pour la première fois en équipe d'Italie par le sélectionneur national Giampiero Ventura, pour un match amical contre Saint-Marin le 31 mai 2017. Lors de ce match, il entre à la 70e minute de la rencontre, à la place d'Andrea Conti. La rencontre se solde par une victoire 8-0.

## Statistiques

### En club
| Saison                | Club                  | Championnat           | Championnat | Championnat | Coupe(s) nationale(s) | Coupe(s) nationale(s) | Compétition(s) continentale(s) | Compétition(s) continentale(s) | Compétition(s) continentale(s) | Total | Total |
| Saison                | Club                  | Division              | M.          | B.          | M.                    | B.                    | Comp.                          | M.                             | B.                             | M.    | B.    |
| 2010-2011             | Inter Milan           | Serie A               | -           | -           | -                     | -                     | C1                             | 2                              | 0                              | 2     | 0     |
| 2019-2020             | Inter Milan (prêt)    | Serie A               | 31          | 2           | 3                     | 0                     | C1+C3                          | 4+7                            | 0+1                            | 45    | 3     |
| Sous-total            | Sous-total            | Sous-total            | 31          | 2           | 3                     | 0                     | -                              | 13                             | 1                              | 47    | 3     |
| 2011-2012             | Juve Stabia (prêt)    | Serie B               | 11          | 0           | 1                     | 0                     | -                              | -                              | -                              | 12    | 0     |
| 2012-2013             | AS Cittadella (prêt)  | Serie B               | 33          | 0           | 3                     | 0                     | -                              | -                              | -                              | 36    | 0     |
| 2013-2014             | Calcio Catane (prêt)  | Serie A               | 23          | 0           | -                     | -                     | -                              | -                              | -                              | 23    | 0     |
| 2014-2015             | Chievo Vérone (prêt)  | Serie A               | 18          | 0           | 1                     | 0                     | -                              | -                              | -                              | 19    | 0     |
| 2015-2016             | Grenade CF (prêt)     | Liga                  | 32          | 0           | 1                     | 0                     | -                              | -                              | -                              | 33    | 0     |
| 2016-2017             | Delfino Pescara       | Serie A               | 35          | 1           | 2                     | 0                     | -                              | -                              | -                              | 37    | 1     |
| Sous-total            | Sous-total            | Sous-total            | 152         | 1           | 8                     | 0                     | -                              | 13                             | 1                              | 173   | 2     |
| 2017-2018             | ACF Fiorentina (prêt) | Serie A               | 34          | 1           | 1                     | 0                     | -                              | -                              | -                              | 35    | 1     |
| 2018-2019             | ACF Fiorentina        | Serie A               | 36          | 1           | 4                     | 0                     | -                              | -                              | -                              | 40    | 1     |
| 2020-2021             | ACF Fiorentina        | Serie A               | 35          | 1           | 3                     | 0                     | -                              | -                              | -                              | 38    | 1     |
| 2021-2022             | ACF Fiorentina        | Serie A               | 33          | 4           | 5                     | 0                     | -                              | -                              | -                              | 38    | 4     |
| 2022-2023             | ACF Fiorentina        | Serie A               | 29          | 2           | 3                     | 0                     | C4                             | 12                             | 1                              | 44    | 3     |
| 2023-2024             | ACF Fiorentina        | Serie A               | 29          | 1           | 3                     | 0                     | C4                             | 13                             | 1                              | 45    | 2     |
| 2024-2025             | ACF Fiorentina        | Serie A               | 9           | 1           | 0                     | 0                     | C4                             | 5                              | 0                              | 14    | 1     |
| Sous-total            | Sous-total            | Sous-total            | 205         | 11          | 19                    | 0                     | -                              | 30                             | 2                              | 254   | 13    |
| Total sur la carrière | Total sur la carrière | Total sur la carrière | 388         | 14          | 30                    | 0                     | -                              | 43                             | 3                              | 461   | 17    |

### En sélection nationale
| Saison                | Sélection             | Phases finales        | Phases finales | Phases finales | Phases finales | Éliminatoires | Éliminatoires | Éliminatoires | Matchs amicaux | Matchs amicaux | Matchs amicaux | Total | Total | Total |
| Saison                | Sélection             | Compétition           | M              | B              | Pd             | M             | B             | Pd            | M              | B              | Pd             | M     | B     | Pd    |
| --------------------- | --------------------- | --------------------- | -------------- | -------------- | -------------- | ------------- | ------------- | ------------- | -------------- | -------------- | -------------- | ----- | ----- | ----- |
| 2018-2019             | Italie                | Ligue des nations     | 3              | 1              | 0              | 1             | 0             | 0             | 1              | 0              | 0              | 5     | 1     | 0     |
| Total sur la carrière | Total sur la carrière | Total sur la carrière | 3              | 1              | 0              | 1             | 0             | 0             | 1              | 0              | 0              | 5     | 1     | 0     |

## Palmarès

### En club
Avec les jeunes de l'Inter Milan, Biraghi remporte le Tournoi de Viareggio en 2011.
Avec l'Inter Milan, il remporte la Coupe d'Italie en 2011
Avec la Fiorentina, il est finaliste en 2023 de la Coupe d'Italie et de la Ligue Europa Conférence.

### En sélection
Avec l'équipe d'Italie espoirs, il est finaliste de l'Euro 2013.